# دانشگاه لجستیک کوهن
دانشگاه لجستیک کوهن (انگلیسی: Kühne Logistics University) یک مدرسه کسب‌وکار خصوصی است که در هامبورگ آلمان واقع شده است. این مؤسسه توسط بنیاد Kuehne از میلیاردر آلمانی کلاوس-میکل کوهنه تأسیس شد. این دانشگاه مدارک کارشناسی و چهار برنامه کارشناسی ارشد، MBA پاره وقت و برنامه دکتری در کسب و کار و مدیریت، تجزیه و تحلیل علم داده، مدیریت عملیات و مدیریت زنجیره تأمین ارائه می‌دهد. KLU در منطقه هافنکیتی هامبورگ واقع شده است و کلاس‌های آن به زبان انگلیسی تدریس می‌شود. یک پردیس جدید در شهر هوشی‌مین، ویتنام نیز تأسیس شده است.

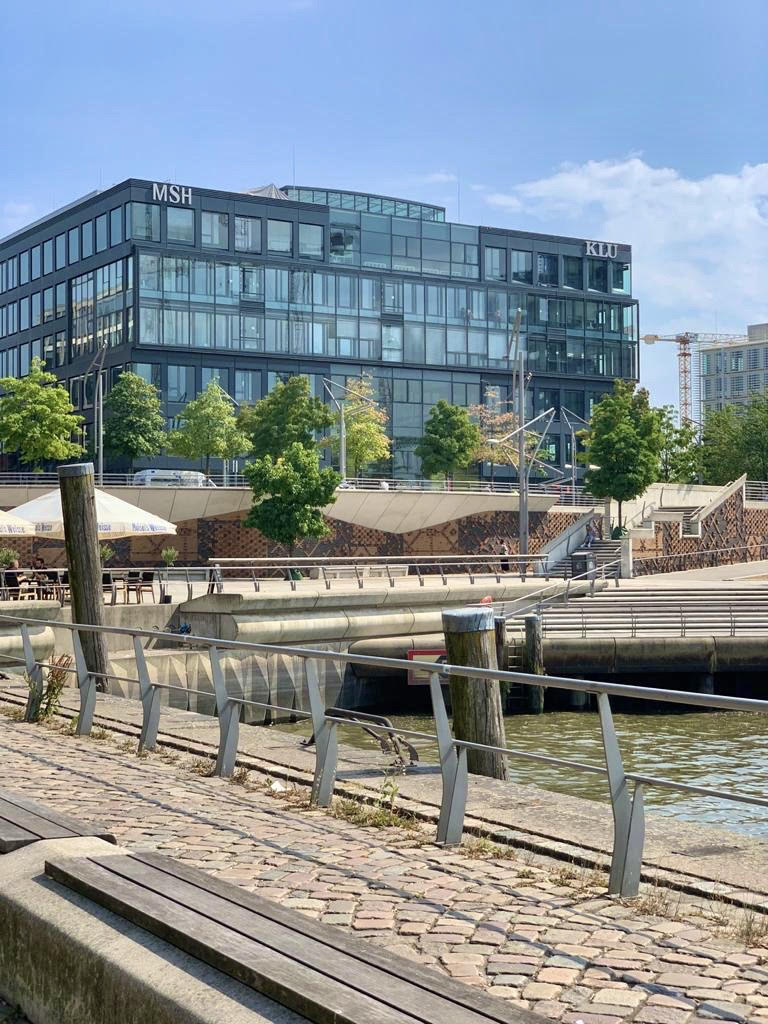
دانشگاه لجستیک کوهن (KLU) واقع در هافنسیتی، هامبورگ

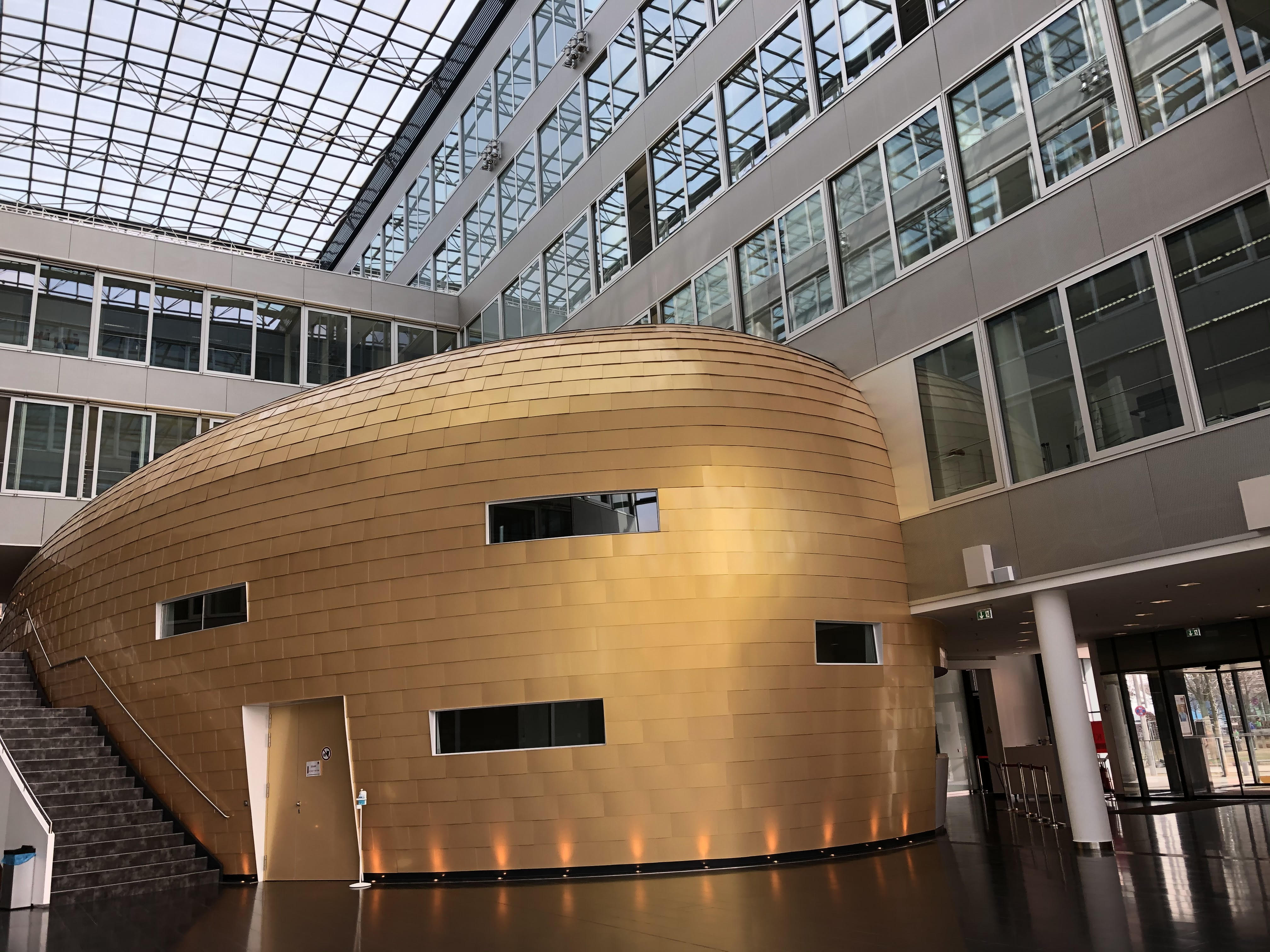
سالن سخنرانی طلایی